# Peter Kerr (markiz)
Peter Francis Walter Kerr KCVO (ur. 8 września 1922, zm. 11 października 2004 w Ferneyhirst) – brytyjski arystokrata, polityk i posiadacz ziemski, syn kapitana Andrew Williama Kerra (wnuka 7. markiza Lothian) i Marie Kerr, córki kapitana Williama Kerra.
Wykształcenie odebrał w Ampleforth College oraz w Christ Church na Uniwersytecie Oksfordzkim. Po studiach służył w Gwardii Szkockiej. W 1940 r., po śmierci swojego kuzyna Philipa, odziedziczył tytuł markiza Lothian i zasiadł w Izbie Lordów.
W 1954 r. został członkiem komisji Wolfendena, której raport przyczynił się w 1967 r. do uchylenia karalności kontaktów homoseksualnych w Wielkiej Brytanii. W 1956 r. Lothian wszedł w skład brytyjskiej delegacji w Zgromadzeniu Ogólnym ONZ podczas kryzysu sueskiego. W 1959 r. był delegatem w Radzie Europy. Od 1960 r. był parlamentarnym prywatnym sekretarzem ministra spraw zagranicznych lorda Home'a oraz rządowym whipem w Izbie Lordów. W 1964 r. był młodszym ministrem w resorcie zdrowia. W latach 1970–1972 był parlamentarnym podsekretarzem stanu w Foreign and Commonwealth Office. Kiedy w 1973 r. Wielka Brytania wstąpiła do EWG Lothian został członkiem Parlamentu Europejskiego.
Po odejściu z polityki w 1977 r. lord Lothian objął funkcję Lord Warden of the Stannaries, opiekuna prywatnej szkatuły księcia Kornwalii oraz przewodniczącego Książęcej Rady Księstwa Kornwalii. W 1983 r. otrzymał Krzyż Komandorski Królewskiego Orderu Wiktoriańskiego. Był członkiem Królewskiej Kompanii Łuczników.
30 kwietnia 1943 r. w Brompton Oratory poślubił Antonellę Newland (8 września 1922 - 6 stycznia 2007), córkę generała-majora Fostera Newlanda i Donny Salazar, córki hrabiego Michele Salazara. Małżonkowie mieli razem dwóch synów i cztery córki:
- Mary Marianne Anne Kerr (ur. 20 marca 1944), żona hrabiego Charlesa von Westenholza, ma dzieci
- Michael Andrew Foster Jude Kerr (ur. 7 lipca 1945), 13. markiz Lothian
- Cecil Nennella Therese Kerr (ur. 22 kwietnia 1948), oficer Orderu Imperium Brytyjskiego, żona Donalda Angusa Camerona of Lochiel, ma dzieci
- Claire Amabel Margaret Kerr (ur. 15 kwietnia 1951), żona Jamesa FitzRoya, hrabiego Euston, ma dzieci
- Elizabeth Marion Frances Kerr (ur. 8 czerwca 1954), żona Richarda Scotta, 10. księcia Buccleuch, ma dzieci
- Ralph William Francis Joseph Kerr (ur. 7 listopada 1957), ożenił się z lady Virginią FitzRoy i Marie-Claire Black, ma dzieci z drugiego małżeństwa

Po śmierci lorda Lothiana tytuł markiza odziedziczył jego najstarszy syn.